# ウェストリッチランド (ワシントン州)
ウェストリッチランド（West Richland）は、アメリカ合衆国ワシントン州ベントン郡の都市である。人口は1万6295人（2020年）。
トリシティズ（ケニウィック、リッチランド、パスコ）は実質、ウェストリッチランドを含めた４都市から構成されているが、人口のカウントから除外されている。

## 歴史
この地域の原住民は、ヤキマ川流域で生活を営んでいたインディアンのチェナプム族 (Chemnapum: ワナプムと密接に関係する部族)である。
1805年にルイス・クラーク探検隊がこの地を通過し、1841年にRobert E. Johnsonが率いるアメリカ陸軍工兵司令部がヤキマ・バレー周辺の地図を作成するためにこの地を訪れている。1853年にヤキマ・バレー (と現在のウェストリッチランド) を通過する道路が議会で承認されたが、1870年代後半まで着工されなかった。
1896年、ヴァン・ジーゼン通り (Van Giesen Street) 南のヴァン・ホーン・プロパティ― (Van Horn Property) に最初の校舎が建てられた。1905年にベントン郡が設立され、1906年にリッチランドが正式に設立された。
1908年、リッチランドへの灌漑を確保するために、ホーン・ラピッズ・ダム (Horn Rapids Dam) の北側から用水路がつくられた。
1917年から1918年にかけて、オールバニ (ニューヨーク州)からシアトルへ続く国道が完成した。
1940年代、リッチランドがつくられ、マンハッタン計画の間はアメリカ陸軍の管理下にあり、土地や住宅の権利はすべて政府が所有していた。それらの規制に業を煮やした住民は、家を購入するために、規制のないヤキマ川の向こうへと移動した。
1948年、カール・ハミンガー (Carl Heminger) が約320 km2 (80 エーカー) の土地を購入し、都市計画を打ち出した。町の名前をハミンガーとすることを提案したが、1949年に住民たちが町の名前をエンタープライズ (Enterprise) とすることを選択した。ハミンガーはそれに抗議し、ハミンガーと呼ばれる小さなコミュニティをつくった。1955年、広く知られていた隣のリッチランドから名を取り、町の名前をウェストリッチランドに改名した。
1955年6月17日、エンタープライズとハミンガーが合併し、ウェストリッチランドが正式に設立された。
2008年、世界最速の量産車であるシェルビー・スーパーカーズ・エアロの速度テストが実施された。

## 地理
北緯46度17分32秒、西経119度21分16秒 (46.292085, -119.354417)に位置している。
アメリカ合衆国統計局によると、総面積56.5 km2 (21.8 mi2) である。このうち56.3 km2 (21.7 mi2) が陸地であり、0.2 km2 (0.1 mi2) (0.41%) が水地である。
- 山:
- 河川:
- その他:

## 人口
2010年国勢調査推計による人口統計データ
| 基礎データ - 人口: 11,811人 - 世帯数: 4,145世帯 - 家族数: 3,253家族 - 人口密度: 208.0人/km2（538.8人/mi2） - 住居数: 4,298軒 - 住居密度: 75.7軒/km2（196.1軒/mi2） 人種別人口構成 - 白人: 90.3% - アフリカン・アメリカン: 0.8% - ネイティブ・アメリカン: 1.2% - アジア人: 1.9% - 太平洋諸島系: 0.2% - その他の人種: 2.4% - 混血: 3.2% - ヒスパニック・ラテン系: 7.1% 年齢別人口構成 - 18歳未満: 29.6% - 18-24歳: 7% - 25-44歳: 27.7% - 45-64歳: 27.5% - 65歳以上: 8.3% - 年齢の中央値: 35.4歳 - 性比 - 男性: 50.5% - 女性: 49.5% | 世帯と家族（対世帯数） - 18歳未満の子供がいる: 43.1% - 結婚・同居している夫婦: 65.7% - 未婚・離婚・死別男性が世帯主: 4.1% - 未婚・離婚・死別女性が世帯主: 8.7% - 非家族世帯: 21.5% - 単身世帯: 17.0% - 65歳以上の老人1人暮らし: 4.5% - 平均構成人数 - 世帯: 2.85人 - 家族: 3.22人 収入と家計（2000年推計） - 収入の中央値 - 世帯: 57,750米ドル - 家族: 61,813米ドル - 性別 - 男性: 50,785米ドル - 女性: 29,595米ドル - 人口1人あたり収入: 22,499米ドル - 貧困線以下 - 対人口: 3.9% - 対家族数: 4.5% - 18歳以下: 5.5% - 65歳以上: 6.7% |

## 経済
- 企業:
  - シェルビー・スーパーカーズ: 世界最速の量産車の製造を掲げる自動車メーカー

## 教育
- 小学校:
  - Tapteal
  - William Wiley
  - White Bluffs

- 中学校:
  - Enterprise

## 関係者
- Rachel Willis- Sørensen: オペラ歌手。1992–2002在住。
- Ryan Kennelly: パワーリフティング選手。ベンチプレス世界記録保持者。